# Gréning
Gréning (fràncic lorenès Greninge) és un municipi francès situat al departament del Mosel·la i a la regió del Gran Est. L'any 2007 tenia 144 habitants.

## Demografia

### Població
El 2007 la població de fet de Gréning era de 144 persones. Hi havia 56 famílies, de les quals 12 eren unipersonals (12 dones vivint soles i 12 dones vivint soles), 24 parelles sense fills, 12 parelles amb fills i 8 famílies monoparentals amb fills.
La població ha evolucionat segons el següent gràfic:
Habitants censats

### Habitatges
El 2007 hi havia 60 habitatges, 56 eren l'habitatge principal de la família i 4 estaven desocupats. 53 eren cases i 7 eren apartaments. Dels 56 habitatges principals, 46 estaven ocupats pels seus propietaris i 10 estaven llogats i ocupats pels llogaters; 6 tenien tres cambres, 4 en tenien quatre i 46 en tenien cinc o més. 53 habitatges disposaven pel capbaix d'una plaça de pàrquing. A 23 habitatges hi havia un automòbil i a 24 n'hi havia dos o més.

### Piràmide de població
La piràmide de població per edats i sexe el 2009 era:
| Homes | Edats   | Dones |
| ----- | ------- | ----- |
| 0     | 95 o +  | 0     |
| 0     | 90 a 94 | 0     |
| 0     | 85 a 89 | 0     |
| 4     | 80 a 84 | 0     |
| 8     | 75 a 79 | 8     |
| 4     | 70 a 74 | 8     |
| 0     | 65 a 69 | 4     |
| 0     | 60 a 64 | 4     |
| 0     | 55 a 59 | 0     |
| 8     | 50 a 54 | 4     |
| 8     | 45 a 49 | 4     |
| 4     | 40 a 44 | 4     |
| 4     | 35 a 39 | 8     |
| 4     | 30 a 34 | 4     |
| 8     | 25 a 29 | 0     |
| 4     | 20 a 24 | 12    |
| 4     | 15 a 19 | 16    |
| 0     | 10 a 14 | 0     |
| 0     | 5 a 9   | 8     |
| 0     | 0 a 4   | 4     |

## Economia
El 2007 la població en edat de treballar era de 85 persones, 52 eren actives i 33 eren inactives. De les 52 persones actives 50 estaven ocupades (28 homes i 22 dones) i 2 estaven aturades (2 dones i 2 dones). De les 33 persones inactives 11 estaven jubilades, 7 estaven estudiant i 15 estaven classificades com a «altres inactius».

### Ingressos
El 2009 a Gréning hi havia 55 unitats fiscals que integraven 147 persones, la mediana anual d'ingressos fiscals per persona era de 14.517 €.

### Activitats econòmiques
Dels 2 establiments que hi havia el 2007, 1 era d'una empresa extractiva i 1 d'una empresa de comerç i reparació d'automòbils.
L'any 2000 a Gréning hi havia 6 explotacions agrícoles.

## Equipaments sanitaris i escolars
El 2009 hi havia una escola elemental integrada dins d'un grup escolar amb les comunes properes formant una escola dispersa.

## Poblacions més properes
El següent diagrama mostra les poblacions més properes.